# Rhaphuma ogatai
Rhaphuma ogatai är en skalbaggsart som beskrevs av Mitono 1942. Rhaphuma ogatai ingår i släktet Rhaphuma och familjen långhorningar.
Artens utbredningsområde är Taiwan. Inga underarter finns listade i Catalogue of Life.